# Stormfall: Age of War
Stormfall: Age of War è un gioco social per mobile creato nel 2012 da Plarium e poi trasferito su Facebook. Nel 2015 Plarium ha introdotto Stormfall: Rise of Balur come il sequel.

## Trama e meccaniche di gioco
Stormfall: Age of War mette alla prova i giocatori, sfidandoli a rafforzare un esercito ed un castello nel mitico Regno di Darkshine. Ai giocatori è richiesto di impiegare abilità strategiche per costruire castelli, gestire risorse e partecipare alla guerra giocatore-contro-giocatore sotto la guida di Lord Oberon, protettore di Stormfall. Il gioco ha una visuale isometrica top-down e una grafica 2D in stile retrò. Le unità militari dei giocatori possono attaccare le basi nemiche, difendere la tua base e essere abituate a partecipare alla guerra di gruppo in un sistema di lega.

## Colonna sonora
La colonna sonora è composta da Jesper Kyd, e le tracce del gioco sono incluse nel suo album del 2015 Five Worlds of Plarium.

## Accoglienza
Il gioco è diventato uno dei venti giochi a crescita più rapida su Facebook a livello mondiale, secondo Julien Codorniou, capo delle partnership europee di Facebook nel 2013. Pete Davison di Adweek ha chiamato Stormfall "a molto solida aggiunta alla crescente gamma di titoli di strategia mid-core sul social network "(riferendosi a Facebook), e ha scritto che" presenta un gameplay solido, una presentazione ragionevole (anche se leggermente incoerente) e un sacco di cose da fare."